# Stefano I di Baviera
Stefano I di Wittelsbach (Landshut, 14 marzo 1271 – Landshut, 10 dicembre 1310) fu duca della Bassa Baviera dal 1290 al 1310 come co-reggente coi fratelli maggiori Ottone III († 1312) e Ludovico III († 1296).

## Biografia
Stefano nacque a Landshut, ultimo dei figli di Enrico XIII di Baviera e di Elisabetta d'Ungheria, che introdusse il nome Stefano nella dinastia dei Wittelsbach (Santo Stefano è infatti patrono dell'Ungheria).
Inizialmente destinato alla carriera religiosa le autorità capitolari del duomo di Salisburgo l'avevano nominato arcivescovo, la nomina venne però rifiutata da Papa Niccolò IV che non voleva ingerenze dei Wittelsbach nella diocesi di Salisburgo, al suo posto venne nominato Corrado IV von Fohnsdorf. Il rifiuto scatenò un conflitto che terminò nel 1291 con l'intervento di Enrico von Rotteneck, vescovo di Ratisbona.
Dal 1294 fu coreggente coi fratelli Ottone III (1261–1312) e Ludovico III (1269–1296) e dalla morte di quest'ultimo fino al 1305 con il fratello Ottone III. Dal 1305 al 1308, durante l'assenza di Ottone III in Ungheria, Stefano fu l'unico reggente del ducato della Bassa Baviera.  
Nel 1307 non fu in grado di impedire il passaggio di Alberto I d'Asburgo sulle terre della Bassa Baviera in direzione di Norimberga, dopo il rientro di Ottone III nel 1308 scoppiò la guerra contro il fratello di Alberto I, Federico I d'Asburgo. Stefano non vide la fine del conflitto perché morì nel 1310.
È sepolto presso la cripta di famiglia nell'abbazia cistercense di Seligenthal a Landshut.

## Matrimonio ed eredi
Stefano nel 1297 sposò Jutta (Giuditta) di Świdnica, figlia del duca Bolko I di Schweidnitz. Da questo matrimonio nacquero i seguenti figli che raggiunsero l'età adulta:
- Beatrice (1302-1360), sposò Enrico II di Gorizia;
- Enrico (1305-1339);
- Elisabetta (1306-1330), sposò Ottone IV d'Asburgo;
- Ottone (1307-1334).

## Ascendenza
|                        |                      |                         | Genitori                  |  |  | Nonni |  |  | Bisnonni              |  |  | Trisnonni           |  |
|                        |                      |                         |                           |  |  |       |  |  | Ludovico I di Baviera |  |  | Ottone I di Baviera |  |
|                        |                      |                         |                           |  |  |       |  |  | Ludovico I di Baviera |  |  | Ottone I di Baviera |  |
|                        |                      | Agnese di Loon          |                           |  |  |       |  |  | Ludovico I di Baviera |  |  |                     |  |
| Ottone II di Baviera   |                      |                         |                           |  |  |       |  |  | Ludovico I di Baviera |  |  |                     |  |
|                        |                      | Ludmila di Boemia       | Federico di Boemia        |  |  |       |  |  |                       |  |  |                     |  |
|                        |                      | Ludmila di Boemia       | Federico di Boemia        |  |  |       |  |  |                       |  |  |                     |  |
|                        |                      | Ludmila di Boemia       | Elisabetta d'Ungheria     |  |  |       |  |  |                       |  |  |                     |  |
| Enrico XIII di Baviera |                      | Ludmila di Boemia       |                           |  |  |       |  |  |                       |  |  |                     |  |
|                        |                      | Enrico V del Palatinato | Enrico il Leone           |  |  |       |  |  |                       |  |  |                     |  |
|                        |                      | Enrico V del Palatinato | Enrico il Leone           |  |  |       |  |  |                       |  |  |                     |  |
|                        |                      | Enrico V del Palatinato | Mathilda d'Inghilterra    |  |  |       |  |  |                       |  |  |                     |  |
| Agnese del Palatinato  |                      | Enrico V del Palatinato |                           |  |  |       |  |  |                       |  |  |                     |  |
|                        |                      | Agnese di Hohenstaufen  | Corrado Hohenstaufen      |  |  |       |  |  |                       |  |  |                     |  |
|                        |                      | Agnese di Hohenstaufen  | Corrado Hohenstaufen      |  |  |       |  |  |                       |  |  |                     |  |
|                        |                      | Agnese di Hohenstaufen  | Irmingard di Henneberg    |  |  |       |  |  |                       |  |  |                     |  |
| Stefano I di Baviera   |                      | Agnese di Hohenstaufen  |                           |  |  |       |  |  |                       |  |  |                     |  |
|                        | Andrea II d'Ungheria | Béla III d'Ungheria     |                           |  |  |       |  |  |                       |  |  |                     |  |
|                        | Andrea II d'Ungheria | Béla III d'Ungheria     |                           |  |  |       |  |  |                       |  |  |                     |  |
|                        | Andrea II d'Ungheria | Agnese d'Antiochia      |                           |  |  |       |  |  |                       |  |  |                     |  |
| Béla IV d'Ungheria     | Andrea II d'Ungheria |                         |                           |  |  |       |  |  |                       |  |  |                     |  |
|                        |                      | Gertrude di Merania     | Bertoldo IV d'Andechs     |  |  |       |  |  |                       |  |  |                     |  |
|                        |                      | Gertrude di Merania     | Bertoldo IV d'Andechs     |  |  |       |  |  |                       |  |  |                     |  |
|                        |                      | Gertrude di Merania     | Agnese di Rochlitz        |  |  |       |  |  |                       |  |  |                     |  |
| Elisabetta d'Ungheria  |                      | Gertrude di Merania     |                           |  |  |       |  |  |                       |  |  |                     |  |
|                        |                      | Teodoro I Lascaris      | Manuele Lascaris          |  |  |       |  |  |                       |  |  |                     |  |
|                        |                      | Teodoro I Lascaris      | Manuele Lascaris          |  |  |       |  |  |                       |  |  |                     |  |
|                        |                      | Teodoro I Lascaris      | Ioanna Karatzaina         |  |  |       |  |  |                       |  |  |                     |  |
| Maria Laskarina        |                      | Teodoro I Lascaris      |                           |  |  |       |  |  |                       |  |  |                     |  |
|                        |                      | Anna Comnena Angelina   | Alessio III Angelo        |  |  |       |  |  |                       |  |  |                     |  |
|                        |                      | Anna Comnena Angelina   | Alessio III Angelo        |  |  |       |  |  |                       |  |  |                     |  |
|                        |                      | Anna Comnena Angelina   | Eufrosina Ducena Camatera |  |  |       |  |  |                       |  |  |                     |  |
|                        |                      | Anna Comnena Angelina   |                           |  |  |       |  |  |                       |  |  |                     |  |